# Ludność Ostrowa Wielkopolskiego

## LudnośćOstrowa Wielkopolskiego
- 1817 - 3 390 (w tym 709 Żydów)[1]
- 1820 - 3 674   (w tym 807 Żydów)[1]
- 1837 - 4 820   (w tym 1 518 Żydów)[1]
- 1840 - 4 797   (w tym 1 498 Żydów)[1]
- 1846 - 5 685   (w tym 1 709 Żydów)[1]
- 1849 - 5 472   (w tym 1 645 Żydów)[1]
- 1858 - 5 891   (w tym 1 616 Żydów)[1]
- 1861 - 7 031   (w tym 1 919 Żydów)[1]
- 1867 - 7 351   (w tym 1 641 Żydów)[1]
- 1871 - 7 964   (w tym 1 612 Żydów)[1]
- 1875 - 8 339[2]
- 1880 - 9 104[2]
- 1885 - 9 128[3]
- 1890 - 9 718   (w tym 1 080 Żydów)[2]
- 1895 - 10 327   (w tym 912 Żydów)[1]
- 1900 - 11 800   (w tym 746 Żydów)[1]
- 1910 - 14 770   (w tym 714 Żydów)[1]
- 1913 - 15 502   (w tym 602 Żydów)[1]
- 1914 - 15 619   (w tym 556 Żydów)[1]
- 1931 - 19 555
- 1939 - 32 000
- 1946 - 30 808   (spis powszechny)
- 1950 - 32 787   (spis powszechny)
- 1955 - 39 199
- 1960 - 42 579   (spis powszechny)
- 1961 - 43 700
- 1962 - 44 300
- 1963 - 44 800
- 1964 - 45 500
- 1965 - 46 056
- 1966 - 46 600
- 1967 - 47 900
- 1968 - 48 700
- 1969 - 49 300
- 1970 - 49 705   (spis powszechny)
- 1971 - 50 266
- 1972 - 51 200
- 1973 - 52 300
- 1974 - 53 075
- 1975 - 54 057
- 1976 - 55 100
- 1977 - 56 000
- 1978 - 56 300   (spis powszechny)
- 1979 - 61 400
- 1980 - 62 525
- 1981 - 63 983
- 1982 - 65 193
- 1983 - 66 066
- 1984 - 67 113
- 1985 - 68 431
- 1986 - 69 469
- 1987 - 70 447
- 1988 - 71 382   (spis powszechny)
- 1989 - 72 311
- 1990 - 73 324
- 1991 - 73 965
- 1992 - 74 075
- 1993 - 74 397
- 1994 - 74 664
- 1995 - 74 612
- 1996 - 74 724
- 1997 - 74 813
- 1998 - 74 728
- 1999 - 74 635
- 2000 - 74 606
- 2001 - 74 560
- 2002 - 73 442   (spis powszechny)
- 2003 - 73 278
- 2004 - 73 096
- 2005 - 72 672
- 2006 - 72 492
- 2009 - 72 387
- 2011 - 72 907
- 2012 (30 czerwca) - 72 912
- 2013 (30 czerwca) - 72 854[4]
- 2014 - 72 754
- 2015 - 72 635
- 2016 - 72 526
- 2017 - 72 364
- 2018 - 72 050
- 2019 - 71 931
- 2020 - 71 560  [5]
- 2021 - 69 755   (spis powszechny)

## Powierzchnia Ostrowa Wielkopolskiego
- 1995 - 42,39 km²
- 2006 - 41,90 km²